# NXT TakeOver: Toronto (2016)
NXT TakeOver: Toronto (2016) – gala wrestlingu, wyprodukowana przez brand NXT federacji WWE i transmitowana na żywo za pośrednictwem WWE Network. Odbyła się 19 listopada 2016 w Air Canada Centre w Toronto w prowincji Ontario w Kanadzie. Była to dwunasta gala z cyklu NXT TakeOver i osiemnasta gala WWE Network w 2016 roku.

## Produkcja
Cykl gal NXT TakeOver rozpoczął się 29 maja 2014, kiedy to brand WWE NXT otrzymał swoją drugą ekskluzywną galę na WWE Network pod nazwą NXT TakeOver. W kolejnych miesiącach człon „TakeOver” stał się główną częścią nazwy kolejnych specjalnych gal NXT, które miały dodatkowe podtytuły, jak przykładowo NXT TakeOver: Fatal 4-Way, NXT TakeOver: R Evolution czy też NXT TakeOver: Rival. NXT TakeOver: Toronto było dwunastą galą cyklu.

### Rywalizacje

#### Dusty Rhodes Tag Team Classic
28 września Generalny Menadżer NXT William Regal ogłosił, że finał drugiego corocznego turnieju Dusty Rhodes Tag Team Classic odbędzie się na NXT TakeOver: Toronto, zaś walki prowadzące do niego – w tygodniach poprzedzających galę. Turniej rozpoczął się 5 października, na odcinku NXT.
Finalistami turnieju zostali The Authors of Pain (Rezar i Akam) oraz TM-61 (Nick Miller i Shane Thorne). Z powodu wielokrotnych interwencji menedżera The Authors of Pain – Paula Elleringa w walki, William Regal postanowił umieścić go w stalowej klatce zawieszonej kilka metrów nad ringiem, by powstrzymać go przed interwencją w finał.

##### Drabinka turnieju
|  | Pierwsza runda NXT (5 października)            | Pierwsza runda NXT (5 października) |                     |      | Ćwierćfinały NXT (2 listopada) Live event (28 października) | Ćwierćfinały NXT (2 listopada) Live event (28 października) |  |  | Półfinały NXT (7 listopada) | Półfinały NXT (7 listopada) |  |  | Finał NXT TakeOver: Toronto | Finał NXT TakeOver: Toronto |
|  |                                                |                                     |                     |      |                                                             |                                                             |  |  |                             |                             |  |  |                             |                             |
|  |                                                |                                     |                     |      |                                                             |                                                             |  |  |                             |                             |  |  |                             |                             |
|  |                                                |                                     |                     |      |                                                             |                                                             |  |  |                             |                             |  |  |                             |                             |
|  | TM-61 (Nick Miller i Shane Thorne)             | Pin                                 |                     |      |                                                             |                                                             |  |  |                             |                             |  |  |                             |                             |
|  | TM-61 (Nick Miller i Shane Thorne)             | Pin                                 |                     |      |                                                             |                                                             |  |  |                             |                             |  |  |                             |                             |
|  | Tino Sabbatelli i Riddick Moss                 | [ 8 ]                               |                     |      |                                                             |                                                             |  |  |                             |                             |  |  |                             |                             |
|  | Tino Sabbatelli i Riddick Moss                 | [ 8 ]                               | TM-61               | Pin3 |                                                             |                                                             |  |  |                             |                             |  |  |                             |                             |
|  |                                                |                                     | TM-61               | Pin3 |                                                             |                                                             |  |  |                             |                             |  |  |                             |                             |
|  |                                                | Austin Aries i Roderick Strong      | [ 9 ] [ 10 ]        |      |                                                             |                                                             |  |  |                             |                             |  |  |                             |                             |
|  | Austin Aries i Roderick Strong                 | Austin Aries i Roderick Strong      | [ 9 ] [ 10 ]        | Pin  |                                                             |                                                             |  |  |                             |                             |  |  |                             |                             |
|  | Austin Aries i Roderick Strong                 |                                     |                     | Pin  |                                                             |                                                             |  |  |                             |                             |  |  |                             |                             |
|  | Heavy Machinery (Tucker Knight i Otis Dozovic) | [ 11 ]                              |                     |      |                                                             |                                                             |  |  |                             |                             |  |  |                             |                             |
|  | Heavy Machinery (Tucker Knight i Otis Dozovic) | [ 11 ]                              | TM-61               | Pin  |                                                             |                                                             |  |  |                             |                             |  |  |                             |                             |
|  |                                                |                                     | TM-61               | Pin  |                                                             |                                                             |  |  |                             |                             |  |  |                             |                             |
|  |                                                | SAnitY                              | [ 12 ] [ 13 ]       |      |                                                             |                                                             |  |  |                             |                             |  |  |                             |                             |
|  | Kota Ibushi i T.J. Perkins1                    | SAnitY                              | [ 12 ] [ 13 ]       | Sub  |                                                             |                                                             |  |  |                             |                             |  |  |                             |                             |
|  | Kota Ibushi i T.J. Perkins1                    |                                     |                     | Sub  |                                                             |                                                             |  |  |                             |                             |  |  |                             |                             |
|  | Lince Dorado i Mustafa Ali                     | [ 14 ]                              |                     |      |                                                             |                                                             |  |  |                             |                             |  |  |                             |                             |
|  | Lince Dorado i Mustafa Ali                     | [ 14 ]                              | SAnitY              | Pin  |                                                             |                                                             |  |  |                             |                             |  |  |                             |                             |
|  |                                                |                                     | SAnitY              | Pin  |                                                             |                                                             |  |  |                             |                             |  |  |                             |                             |
|  |                                                | Kota Ibushi i T.J. Perkins          | [ 10 ]              |      |                                                             |                                                             |  |  |                             |                             |  |  |                             |                             |
|  | SAnitY (Alexander Wolfe i Sawyer Fulton)       | Kota Ibushi i T.J. Perkins          | [ 10 ]              | Pin  |                                                             |                                                             |  |  |                             |                             |  |  |                             |                             |
|  | SAnitY (Alexander Wolfe i Sawyer Fulton)       |                                     |                     | Pin  |                                                             |                                                             |  |  |                             |                             |  |  |                             |                             |
|  | Bobby Roode i Tye Dillinger                    | [ 8 ]                               |                     |      |                                                             |                                                             |  |  |                             |                             |  |  |                             |                             |
|  | Bobby Roode i Tye Dillinger                    | [ 8 ]                               | The Authors of Pain | Pin  |                                                             |                                                             |  |  |                             |                             |  |  |                             |                             |
|  |                                                |                                     | The Authors of Pain | Pin  |                                                             |                                                             |  |  |                             |                             |  |  |                             |                             |
|  |                                                | TM-61                               | [ 15 ]              |      |                                                             |                                                             |  |  |                             |                             |  |  |                             |                             |
|  | The Authors of Pain (Rezar i Akam)             | TM-61                               | [ 15 ]              | Pin  |                                                             |                                                             |  |  |                             |                             |  |  |                             |                             |
|  | The Authors of Pain (Rezar i Akam)             |                                     |                     | Pin  |                                                             |                                                             |  |  |                             |                             |  |  |                             |                             |
|  | The Bollywood Boyz (Gurv Sihra i Harv Sihra)   | [ 16 ]                              |                     |      |                                                             |                                                             |  |  |                             |                             |  |  |                             |                             |
|  | The Bollywood Boyz (Gurv Sihra i Harv Sihra)   | [ 16 ]                              | The Authors of Pain | Pin  |                                                             |                                                             |  |  |                             |                             |  |  |                             |                             |
|  |                                                |                                     | The Authors of Pain | Pin  |                                                             |                                                             |  |  |                             |                             |  |  |                             |                             |
|  |                                                | No Way Jose i Rich Swann            | [ 9 ] [ 10 ]        |      |                                                             |                                                             |  |  |                             |                             |  |  |                             |                             |
|  | No Way Jose i Rich Swann                       | No Way Jose i Rich Swann            | [ 9 ] [ 10 ]        | Pin  |                                                             |                                                             |  |  |                             |                             |  |  |                             |                             |
|  | No Way Jose i Rich Swann                       |                                     |                     | Pin  |                                                             |                                                             |  |  |                             |                             |  |  |                             |                             |
|  | Tony Nese i Drew Gulak                         | [ 11 ]                              |                     |      |                                                             |                                                             |  |  |                             |                             |  |  |                             |                             |
|  | Tony Nese i Drew Gulak                         | [ 11 ]                              | The Authors of Pain | Pin  |                                                             |                                                             |  |  |                             |                             |  |  |                             |                             |
|  |                                                |                                     | The Authors of Pain | Pin  |                                                             |                                                             |  |  |                             |                             |  |  |                             |                             |
|  |                                                | DIY                                 | [ 12 ] [ 13 ]       |      |                                                             |                                                             |  |  |                             |                             |  |  |                             |                             |
|  | The Revival (Scott Dawson i Dash Wilder)       | DIY                                 | [ 12 ] [ 13 ]       | Pin  |                                                             |                                                             |  |  |                             |                             |  |  |                             |                             |
|  | The Revival (Scott Dawson i Dash Wilder)       |                                     |                     | Pin  |                                                             |                                                             |  |  |                             |                             |  |  |                             |                             |
|  | Andrade Almas i Cedric Alexander               | [ 16 ]                              |                     |      |                                                             |                                                             |  |  |                             |                             |  |  |                             |                             |
|  | Andrade Almas i Cedric Alexander               | [ 16 ]                              | DIY                 | WO2  |                                                             |                                                             |  |  |                             |                             |  |  |                             |                             |
|  |                                                |                                     | DIY                 | WO2  |                                                             |                                                             |  |  |                             |                             |  |  |                             |                             |
|  |                                                | The Revival                         | [ 10 ]              |      |                                                             |                                                             |  |  |                             |                             |  |  |                             |                             |
|  | DIY (Johnny Gargano i Tommaso Ciampa)          | The Revival                         | [ 10 ]              | Pin  |                                                             |                                                             |  |  |                             |                             |  |  |                             |                             |
|  | DIY (Johnny Gargano i Tommaso Ciampa)          |                                     |                     | Pin  |                                                             |                                                             |  |  |                             |                             |  |  |                             |                             |
|  | Ho Ho Lun i Tian Bing                          | [ 14 ]                              |                     |      |                                                             |                                                             |  |  |                             |                             |  |  |                             |                             |
|  | Ho Ho Lun i Tian Bing                          | [ 14 ]                              |                     |      |                                                             |                                                             |  |  |                             |                             |  |  |                             |                             |

- 1 – pierwotny partner Ibushiego, Hideo Itami, doznał kontuzji przed rozpoczęciem turnieju. Zastąpił go T.J. Perkins.
- 2 – The Revival wycofało się z turnieju, tłumacząc się rzekomą kontuzją Scotta Dawsona.
- 3 – Aries nie był w stanie walczyć z powodu kontuzji. William Regal zadecydował, że zwycięzców wyłoni walka singlowa między Thorne’em a Strongiem.

#### Shinsuke Nakamura vs. Samoa Joe
Na NXT TakeOver: Brooklyn II Shinsuke Nakamura pokonał Samoa Joego, odbierając mu NXT Championship. Podczas walki Joe doznał przemieszczenia żuchwy, prawdopodobnie w wyniku złego przyjęcia jednego z Kinshas Nakamury. W ramach rewanżu, kilka tygodni później, Joe brutalnie zaatakował Nakamurę, kontuzjując go. Choć jego domniemana kontuzja miała wykluczyć go z akcji w ringu na czas od 6 do 12 miesięcy, Nakamura powrócił 12 października i wygrał chaotyczną bójkę z byłym mistrzem. Chwilę później William Regal ogłosił, że rywale zawalczą ze sobą w walce wieczoru NXT TakeOver: Toronto.

#### Asuka vs. Mickie James
Na NXT TakeOver: Brooklyn II mistrzyni kobiet NXT Asuka obroniła tytuł w pojedynku z Bayley. Po gali niepokonana dotąd Asuka wygrała walki z Danielle Kamelą, Liv Morgan i Theą Trinidad. 26 października William Regal ogłosił, że na nadchodzącym TakeOver mistrzyni zawalczy z powracającą do WWE Mickie James.

#### Bobby Roode vs. Tye Dillinger
Przed rozpoczęciem Dusty Rhodes Tag Team Classic Bobby Roode poprosił Tye'a Dillingera o połączenie sił i wspólne dołączenie do turnieju. Dillinger, choć niechętnie, zgodził się zostać partnerem Roode'a. Podczas ich pierwszej wspólnej walki, przeciwko członkom SAnitY, Roode pozostawił Dillingera samego w ringu, skazując go na przegraną. Wściekły Dillinger wyzwał byłego partnera na pojedynek na NXT TakeOver: Toronto; Roode przyjął wyzwanie.

#### The Revival vs. DIY
Na NXT TakeOver: Brooklyn II mistrzowie tag team NXT The Revival (Scott Dawson i Dash Wilder) pokonali Johnny’ego Gargano i Tommaso Ciampę. Drużyny kontynuowały swoją rywalizację – 31 sierpnia The Revival zaatakowało Ciampę, natomiast kiedy tag teamy miały zmierzyć się w drugiej rundzie turnieju Dusty Rhodes Tag Team Classic The Revival wycofało się, tłumacząc się rzekomą kontuzją Scotta Dawsona. 7 listopada mistrzowie zainterweniowali w półfinałową walkę DIY, powodując ich przegraną. Wkrótce William Regal ogłosił, że rywalizujące ze sobą drużyny zawalczą o NXT Tag Team Championship w 2-Out-Of-3 Falls Tag Team matchu na nadchodzącej gali.

## Lista walk
| Nr                                                                                    | Wyniki                                                                                      | Stypulacje                                                                                         | Czas  |
| ------------------------------------------------------------------------------------- | ------------------------------------------------------------------------------------------- | -------------------------------------------------------------------------------------------------- | ----- |
| 1N                                                                                    | Kona Reeves vs. Rich Swann zakończyło się bez rezultatu                                     | Singles match                                                                                      | 4:30  |
| 2N                                                                                    | Aliyah, Ember Moon i Liv Morgan pokonały Sonyę deville, Billie Kay i Peyton Royce           | Six-woman Tag Team match                                                                           | 5:40  |
| 3                                                                                     | Bobby Roode pokonał Tye'a Dillingera                                                        | Singles match                                                                                      | 16:28 |
| 4                                                                                     | The Authors of Pain (Rezar i Akam) pokonali TM-61 (Nick Miller i Shane Thorne)              | Finał turnieju Dusty Rhodes Tag Team Classic z Paulem Elleringiem w klatce zawieszonej nad ringiem | 8:20  |
| 5                                                                                     | DIY (Johnny Gargano i Tommaso Ciampa) pokonało The Revival (Scott Dawson i Dash Wilder) (c) | 2-Out-Of-3 Falls Tag Team match o NXT Tag Team Championship                                        | 22:18 |
| 6                                                                                     | Asuka (c) pokonała Mickie James                                                             | Singles match o NXT Women's Championship                                                           | 13:07 |
| 7                                                                                     | Samoa Joe pokonał Shinsuke Nakamurę (c)                                                     | Singles match o NXT Championship                                                                   | 20:12 |
| (c) – mistrz/mistrzyni przed walkąN – walka była nagrywana do oddzielnego odcinka NXT |                                                                                             | |       |